# Tiberio Colantuoni
Tiberio Colantuoni (Roma, 20 maggio 1935 – Cerano d'Intelvi, 1º gennaio 2007) è stato un fumettista italiano.
Autore di fumetti italiano, esordisce come docente di pittura su ceramica (diplomatosi alla Scuola d'Arte Ceramica di Civita Castellana) e lavora come pittore ceramista per cinque anni.
Poco più che diciottenne insegna all’Istituto ‘Città dei Ragazzi’ di Civitavecchia. Passa poi al fumetto quando conosce personalmente Benito Jacovitti, nel 1953, che gli dà i primi consigli per intraprendere l'attività di cartoonist.
Da lui riceve i primi consigli tecnici; Jacovitti lo aiuta inoltre a pubblicare un suo lavoro, mettendolo in contatto col giornalino L’ Aspirante, edito dall’Azione Cattolica.
La scelta di dedicarsi definitivamente al fumetto è dovuta all’incontro con Umberto Mauri, responsabile delle Messaggerie Italiane, nota agenzia distributrice di varie testate a fumetti per ragazzi.
Si trasferisce a Milano nel 1954 dove frequenta l'Accademia di Brera. A Milano, Mauri presenta Tiberio a Giuseppe Caregaro, che sotto l’etichetta Alpe pubblica anche Cucciolo e Tiramolla, due pocket di ampia tiratura e di grande successo.
Il debutto vero e proprio avviene nel 1954 con la sua prima storia, 'Negli abissi del Marmellata', scritta da Cesare Solini per il n. 5 del quindicinale Gaie Fantasie, in edicola il 10 marzo. Protagonisti i tre amici, Cucciolo, Beppe, e Tiramolla (creato graficamente da Giorgio Rebuffi per le Edizioni Alpe di Giuseppe Caregaro).
Per le edizioni Alpe disegna anche alcuni episodi di Cucciolo, la serie di Sfortunino (più testi), pubblicata su Tiramolla dal 1954 al 1973, alcune storie di Maramao (creato da Luciano Bottaro) e dello Sceriffo Fox (di Giorgio Rebuffi).
Collabora, poi, con Luciano Bottaro, Carlo Chendi e Giorgio Rebuffi, della cosiddetta Scuola di Rapallo.
Nel 1955 per le edizioni di Renato Bianconi, spesso si firmandosi Tib, riprende i personaggi di Pik & Pok, Volpetto, prima di creare il gorilla Bongo (che continuerà a disegnare per cinquant'anni) e i due identici fratelli criminali Nik e Nok.
Disegna poi per Nonna Abelarda, prendendo come modello lo stile di Giovan Battista Carpi.
Realizza anche numerose sceneggiature e disegni per le storie di Felix, Pinocchio e Braccio di Ferro, reinterpretando lo stile di Bud Sagendorf.
Alterna il Fumetto ad altre attività, come le vignette umoristiche sul quotidiano il Giorno nel 1960-1961 e varie illustrazioni per pubblicazioni promozionali della Mondadori (EST, Enciclopedia della Scienza e della Tecnica), della Caleppio Plastica e di Alleanza Assicurazioni.
Tra il 1965 e il 1973 realizza alcuni episodi dei volpetti Fix und Foxi, editi dalla tedesca Kauka Verlag. Nel 1969 collabora con Telezecchino dell'editore Campi. Tra il 1974 e il 1975 crea Big Tom, pubblicato sulle pagine del Corriere dei piccoli. È autore della strip Prato & Asfalto, sui problemi ecologici, realizzata per conto dello Studio Bierreci. Nel 1974 approda alla Disney, realizzando alcune storie per Topolino. Collabora inoltre per il rinato Tiramolla della Fratelli Vallardi.
Nel 2003, disegna su soggetto di Christian Deschamps “Pousslabal”, una serie ancora inedita, realizzata a quattro mani con Luciano Bottaro.
Muore il 1º gennaio 2007 a Cerano d'Intelvi (Como) dove stava trascorrendo le feste con la famiglia, poco più di un mese dopo il suo grande amico ligure.